# Lekkoatletyka na Letnich Igrzyskach Olimpijskich 1976 – bieg na 100 m mężczyzn
Bieg na 100 metrów mężczyzn podczas XXI Letnich Igrzysk Olimpijskich w Montrealu rozegrano 23 (eliminacje i ćwierćfinały) i 24 lipca 1976 (półfinały i finał) na Stadionie Olimpijskim w Montrealu. Zwycięzcą został reprezentant Trynidadu i Tobago Hasely Crawford.

## Rekordy

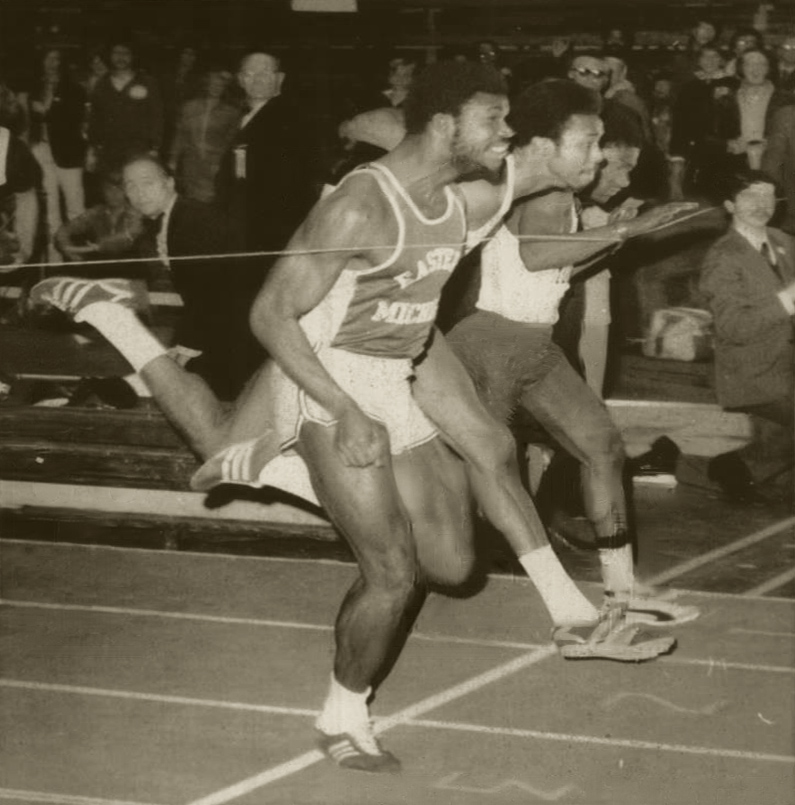
Hasely Crawford (na pierwszym planie)

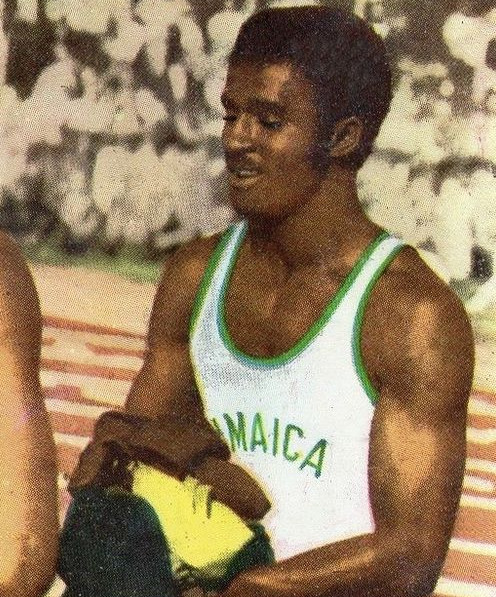
Don Quarrie

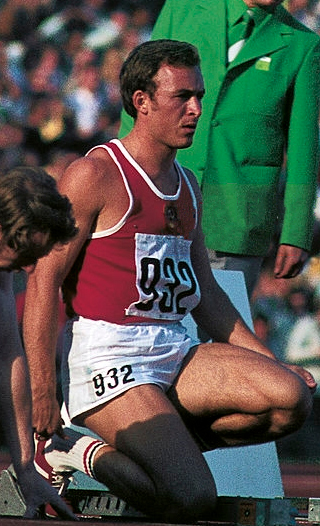
Wałerij Borzow

|                   | zawodnik  | narodowość        | czas | data                      | miejsce |
| ----------------- | --------- | ----------------- | ---- | ------------------------- | ------- |
| Rekord świata     | Jim Hines | Stany Zjednoczone | 9,95 | 14 października 1968(dts) | Meksyk  |
| Rekord olimpijski | Jim Hines | Stany Zjednoczone | 9,95 | 14 października 1968(dts) | Meksyk  |

## Wyniki
| Poz. - pozycja |
| – rekord świata \| – rekord krajowy \| – rekord życiowy \| = – wyrównany rekord życiowy \| · – najlepszy wynik w sezonie \| = – wyrównany najlepszy wynik w sezonie \| – rekord olimpijski |
| Fn – falstart \| DNF – nie ukończył \| DNS – nie wystartował \| DSQ – zdyskwalifikowany |

### Eliminacje
Rozegrano dziewięć biegów eliminacyjnych. Do ćwierćfinałów awansowało po trzech najlepszych zawodników z każdego biegu oraz pięciu z najlepszymi czasami spośród pozostałych.

#### Bieg 1
| Poz. | Zawodnik          | Narodowość        | Rezultat | Uwagi |
| ---- | ----------------- | ----------------- | -------- | ----- |
| 1    | Hasely Crawford   | Trynidad i Tobago | 10,42    | Q     |
| 2    | Alexander Thieme  | NRD               | 10,64    | Q     |
| 3    | Luciano Caravani  | Włochy            | 10,66    | Q     |
| 4    | Lambert Micha     | Belgia            | 10,69    |       |
| 5    | Gregory Simons    | Bermudy           | 10,77    |       |
| 6    | Bjarni Stefánsson | Islandia          | 11,28    |       |

#### Bieg 2
| Poz. | Zawodnik            | Narodowość               | Rezultat | Uwagi |
| ---- | ------------------- | ------------------------ | -------- | ----- |
| 1    | John Wesley Jones   | Stany Zjednoczone        | 10,43    | Q     |
| 2    | Amadou Meïté        | Wybrzeże Kości Słoniowej | 10,53    | Q     |
| 3    | Ainsley Armstrong   | Trynidad i Tobago        | 10,59    | Q     |
| 4    | Mike Sharpe         | Bermudy                  | 10,70    |       |
| 5    | Dominique Chauvelot | Francja                  | 10,79    |       |
| 6    | Mohamed Al-Sehly    | Arabia Saudyjska         | 11,10    |       |
| 7    | Werner Bastians     | RFN                      | 11,17    |       |
| 8    | Armando Padilla     | Nikaragua                | 11,52    |       |

#### Bieg 3
| Poz. | Zawodnik             | Narodowość | Rezultat | Uwagi |
| ---- | -------------------- | ---------- | -------- | ----- |
| 1    | Petyr Petrow         | Bułgaria   | 10,46    | Q     |
| 2    | Zenon Licznerski     | Polska     | 10,60    | Q     |
| 3    | Rui da Silva         | Brazylia   | 10,61    | Q     |
| 4    | Christer Garpenborg  | Szwecja    | 10,64    | q     |
| 5    | Jean-Claude Amoureux | Francja    | 10,75    |       |
| 6    | Abdul Kareem Al-Awad | Kuwejt     | 11,27    |       |
| 7    | Ayoub Bodaghi        | Iran       | 11,39    |       |

#### Bieg 4
| Poz. | Zawodnik         | Narodowość                           | Rezultat | Uwagi |
| ---- | ---------------- | ------------------------------------ | -------- | ----- |
| 1    | Don Quarrie      | Jamajka                              | 10,38    | Q     |
| 2    | Guy Abrahams     | Panama                               | 10,40    | Q     |
| 3    | Marvin Nash      | Kanada                               | 10,59    | Q     |
| 4    | Mike Sands       | Bahamy                               | 10,65    | q     |
| 5    | Dennis Trott     | Bermudy                              | 10,67    | q     |
| 6    | Peter Fitzgerald | Australia                            | 10,87    |       |
| 7    | Ronald Russell   | Wyspy Dziewicze Stanów Zjednoczonych | 11,22    |       |

#### Bieg 5
| Poz. | Zawodnik                | Narodowość        | Rezultat | Uwagi |
| ---- | ----------------------- | ----------------- | -------- | ----- |
| 1    | Harvey Glance           | Stany Zjednoczone | 10,37    | Q     |
| 2    | Marian Woronin          | Polska            | 10,56    | Q     |
| 3    | Aleksandr Aksinin       | ZSRR              | 10,60    | Q     |
| 4    | Colin Bradford          | Jamajka           | 10,64    | q     |
| 5    | Pedro Ferrer            | Portoryko         | 10,76    |       |
| 6    | Wasilis Papajeorgopulos | Grecja            | 10,82    |       |
| 7    | Leonard Jervis          | Bahamy            | 10,87    |       |

#### Bieg 6
| Poz. | Zawodnik            | Narodowość          | Rezultat | Uwagi |
| ---- | ------------------- | ------------------- | -------- | ----- |
| 1    | Klaus-Dieter Kurrat | NRD                 | 10,37    | Q     |
| 2    | Wałerij Borzow      | ZSRR                | 10,53    | Q     |
| 3    | Dieter Steinmann    | RFN                 | 10,68    | Q     |
| 4    | Francisco Gómez     | Kuba                | 10,68    | q     |
| 5    | Barka Sy            | Senegal             | 10,81    |       |
| 6    | Masahide Jinno      | Japonia             | 10,94    |       |
| 7    | Colin Thurton       | Honduras Brytyjski  | 11,03    |       |
| 8    | Siegfried Regales   | Antyle Holenderskie | 11,11    |       |

#### Bieg 7
| Poz. | Zawodnik              | Narodowość        | Rezultat | Uwagi |
| ---- | --------------------- | ----------------- | -------- | ----- |
| 1    | Steven Riddick        | Stany Zjednoczone | 10,43    | Q     |
| 2    | Andrzej Świerczyński  | Polska            | 10,62    | Q     |
| 3    | Adama Fall            | Senegal           | 10,72    | Q     |
| 4    | Suchart Chairsuvaparb | Tajlandia         | 10,75    |       |
| 5    | Roland Bombardella    | Luksemburg        | 10,76    |       |
| 6    | Clive Sands           | Bahamy            | 10,82    |       |
| 7    | Philippe Étienne      | Haiti             | 11,05    |       |

#### Bieg 8
| Poz. | Zawodnik            | Narodowość | Rezultat | Uwagi |
| ---- | ------------------- | ---------- | -------- | ----- |
| 1    | Gilles Échevin      | Francja    | 10,53    | Q     |
| 2    | Klaus-Dieter Bieler | RFN        | 10,58    | Q     |
| 3    | Anat Ratanapol      | Tajlandia  | 10,71    | Q     |
| 4    | Hermes Ramírez      | Kuba       | 10,72    |       |
| 5    | Momar N’Dao         | Senegal    | 10,74    |       |
| 6    | Ramli Ahmad         | Malezja    | 10,98    |       |

#### Bieg 9
| Poz. | Zawodnik         | Narodowość        | Rezultat | Uwagi |
| ---- | ---------------- | ----------------- | -------- | ----- |
| 1    | Sammy Monsels    | Surinam           | 10,58    | Q     |
| 2    | Silvio Leonard   | Kuba              | 10,62    | Q     |
| 3    | Juris Silovs     | ZSRR              | 10,70    | Q     |
| 4    | Chris Brathwaite | Trynidad i Tobago | 10,71    |       |
| 5    | Endre Lépold     | Węgry             | 10,82    |       |
| 6    | Pearson Jordan   | Barbados          | 10,95    |       |
| 7    | Tony Moore       | Fidżi             | 11,16    |       |

### Ćwierćfinały
Rozegrano cztery biegi ćwierćfinałowe. Do półfinałów awansowało po czterech najlepszych zawodników z każdego biegu.

#### Bieg 1
| Poz. | Zawodnik          | Narodowość        | Rezultat | Uwagi |
| ---- | ----------------- | ----------------- | -------- | ----- |
| 1    | Don Quarrie       | Jamajka           | 10,38    | Q     |
| 2    | Steven Riddick    | Stany Zjednoczone | 10,36    | Q     |
| 3    | Marvin Nash       | Kanada            | 10,48    | Q     |
| 4    | Aleksandr Aksinin | ZSRR              | 10,55    | Q     |
| 5    | Dennis Trott      | Bermudy           | 10,64    |       |
| 6    | Anat Ratanapol    | Tajlandia         | 10,65    |       |
| 7    | Luciano Caravani  | Włochy            | 10,81    |       |
| 8    | Gilles Échevin    | Francja           | 12,00    |       |

#### Bieg 2
| Poz. | Zawodnik            | Narodowość        | Rezultat | Uwagi |
| ---- | ------------------- | ----------------- | -------- | ----- |
| 1    | Guy Abrahams        | Panama            | 10,46    | Q     |
| 2    | John Wesley Jones   | Stany Zjednoczone | 10,46    | Q     |
| 3    | Alexander Thieme    | NRD               | 10,50    | Q     |
| 4    | Marian Woronin      | Polska            | 10,53    | Q     |
| 5    | Silvio Leonard      | Kuba              | 10,59    |       |
| 6    | Sammy Monsels       | Surinam           | 10,61    |       |
| 7    | Colin Bradford      | Jamajka           | 10,62    |       |
| 8    | Christer Garpenborg | Szwecja           | 10,63    |       |

#### Bieg 3
| Poz. | Zawodnik             | Narodowość               | Rezultat | Uwagi |
| ---- | -------------------- | ------------------------ | -------- | ----- |
| 1    | Hasely Crawford      | Trynidad i Tobago        | 10,29    | Q     |
| 2    | Wałerij Borzow       | ZSRR                     | 10,39    | Q     |
| 3    | Amadou Meïté         | Wybrzeże Kości Słoniowej | 10,45    | Q     |
| 4    | Rui da Silva         | Brazylia                 | 10,57    | Q     |
| 5    | Andrzej Świerczyński | Polska                   | 10,59    |       |
| 6    | Adama Fall           | Senegal                  | 10,60    |       |
| 7    | Klaus-Dieter Bieler  | RFN                      | 10,80    |       |
| –    | Mike Sands           | Bahamy                   | DNS      |       |

#### Bieg 4
| Poz. | Zawodnik            | Narodowość        | Rezultat | Uwagi |
| ---- | ------------------- | ----------------- | -------- | ----- |
| 1    | Harvey Glance       | Stany Zjednoczone | 10,23    | Q     |
| 2    | Klaus-Dieter Kurrat | NRD               | 10,29    | Q     |
| 3    | Petyr Petrow        | Bułgaria          | 10,30    | Q     |
| 4    | Ainsley Armstrong   | Trynidad i Tobago | 10,46    | Q     |
| 5    | Francisco Gómez     | Kuba              | 10,49    |       |
| 6    | Zenon Licznerski    | Polska            | 10,52    |       |
| 7    | Dieter Steinmann    | RFN               | 10,67    |       |
| –    | Juris Silovs        | ZSRR              | DNS      |       |

### Półfinały
Rozegrano dwa biegi półfinałowe. Do finału awansowało po czterech najlepszych zawodników z każdego biegu.

#### Bieg 1
| Poz. | Zawodnik            | Narodowość        | Rezultat | Uwagi |
| ---- | ------------------- | ----------------- | -------- | ----- |
| 1    | Harvey Glance       | Stany Zjednoczone | 10,24    | Q     |
| 2    | Wałerij Borzow      | ZSRR              | 10,30    | Q     |
| 3    | Klaus-Dieter Kurrat | NRD               | 10,30    | Q     |
| 4    | Guy Abrahams        | Panama            | 10,37    | Q     |
| 5    | Marvin Nash         | Kanada            | 10,52    |       |
| 6    | Ainsley Armstrong   | Trynidad i Tobago | 10,52    |       |
| 7    | Rui da Silva        | Brazylia          | 10,54    |       |
| 8    | Marian Woronin      | Polska            | 10,69    |       |

#### Bieg 2
| Poz. | Zawodnik          | Narodowość               | Rezultat | Uwagi |
| ---- | ----------------- | ------------------------ | -------- | ----- |
| 1    | Hasely Crawford   | Trynidad i Tobago        | 10,22    | Q     |
| 2    | Don Quarrie       | Jamajka                  | 10,26    | Q     |
| 3    | John Wesley Jones | Stany Zjednoczone        | 10,30    | Q     |
| 4    | Petyr Petrow      | Bułgaria                 | 10,30    | Q     |
| 5    | Steven Riddick    | Stany Zjednoczone        | 10,33    |       |
| 6    | Amadou Meïté      | Wybrzeże Kości Słoniowej | 10,46    |       |
| 7    | Aleksandr Aksinin | ZSRR                     | 10,50    |       |
| 8    | Alexander Thieme  | NRD                      | 10,50    |       |

### Finał
| Poz. | Zawodnik            | Narodowość        | Rezultat |
| ---- | ------------------- | ----------------- | -------- |
| 1    | Hasely Crawford     | Trynidad i Tobago | 10,06    |
| 2    | Don Quarrie         | Jamajka           | 10,08    |
| 3    | Wałerij Borzow      | ZSRR              | 10,14    |
| 4    | Harvey Glance       | Stany Zjednoczone | 10,19    |
| 5    | Guy Abrahams        | Panama            | 10,25    |
| 6    | John Wesley Jones   | Stany Zjednoczone | 10,27    |
| 7    | Klaus-Dieter Kurrat | NRD               | 10,31    |
| 8    | Petyr Petrow        | Bułgaria          | 10,35    |